# Frans Bouwmeester
Frans Bouwmeester (Breda, 19 maggio 1940) è un ex calciatore olandese, di ruolo attaccante.

## Carriera

### Club
Bouwmeester inizia a giocare a livello professionistico nella squadra della sua città, il NAC Breda, nel 1956. Dopo quattro anni si trasferisce al Feyenoord, dove, in sei anni, vince per tre volte il Campionato olandese e una volta la KNVB beker. Tornato al NAC Breda, nel 1969 passa al RWD Molenbeek e, l'anno seguente, al Dordrecht, dove chiude la carriera nel 1971.

### Nazionale
Ha esordito con la Nazionale olandese il 21 ottobre 1959, nel match perso per 7 a 0 contro la Nazionale di calcio della Germania. A fine carriera avrà giocato cinque partite con la sua Nazionale.

### Dopo il ritiro
Dopo il ritiro, Bouwmeester è stato per due anni, dal 1992 al 1994, osservatore del Willem II, per poi passare a svolgere lo stesso ruolo nel Feyenoord. Attualmente fa parte degli osservatori del NAC Breda.

## Palmarès
- Campionato olandese: 3

Feyenoord: 1960-1961. 1961-1962, 1964-1965
- Coppa dei Paesi Bassi: 1

Feyenoord: 1964-1965